# 中國玻璃
中國玻璃控股有限公司，簡稱中國玻璃控股，以及中國玻璃（英語：CHINA GLASS HOLDINGS LIMITED，港交所：3300），於1958年，由當時江苏省宿迁市（本公司總部）政府，成立前身為「江苏玻璃厂」。
董事長為周诚，首席執行官為张昭珩。業務在國內經營平板玻璃、节能环保与新能源玻璃，以及镀膜玻璃。
該公司股份在2005年6月23日於港交所主板上市。招股價為1.5至2.3港元之間，集資額為1.35亿港元至2.07亿港元，配售新股為9000萬股，其中現有股東聯想控股有限公司持有該公司25%的股份，日本板硝子旗下皮爾金頓集團将认购9.9%的股份，以及本公司管理层也持有12.44%的股权。

## 連結
- chinaglassholdings.com（页面存档备份，存于）